# Kevin David Lehmann
Kevin David Lehmann (* 1. September 2002) ist ein deutscher Unternehmersohn und Milliardär.

## Leben
Kevin David Lehmanns Vater ist Günther Lehmann, welcher wiederum der Sohn von Gerhard Lehmann ist, der sich 1933 an der 1896 gegründeten Pfannkuch Gruppe (hauptsächlich: Pfannkuch-Supermärkte) beteiligte und 50 % der Firmenanteile erwarb. Das Unternehmen wurde später verkauft. Im Jahr 1973 beteiligte sich Günther Lehmann an dm und erwarb 50 % der Firmenanteile. 2016 überschrieb Günther Lehmann seinem damals 14-jährigen Sohn Kevin David seine Anteile am Drogeriekonzern, mit mittlerweile mehr als 56.000 Beschäftigten und über 3.300 Filialen. Ein Treuhänder sorgte bis zu seiner Volljährigkeit für die Vermögensverwaltung.

## Vermögen
Sein Vermögen wird gemäß Forbes aktuell auf 3,8 Milliarden US-Dollar geschätzt (Stand April 2025).
Er galt bis in das Jahr 2022 als jüngster Milliardär der Welt.